# Millennium (canción de Robbie Williams)
«Millennium» es el primer sencillo de Robbie Williams que aparece en el álbum I've Been Expecting You que fue lanzado en 1998.
La canción utiliza como base el arreglo musical de la canción de Nancy Sinatra "You Only Live Twice" correspondiente a la película de James Bond Sólo se vive dos veces
La canción fue el 30.º sencillo de mayor venta de 1998 en el Reino Unido.
"Millennium" fue el primer sencillo de Williams como solista en llegar al primer puesto de los UK Singles Chart. En 1999, la canción recibió difusión extensiva en Canadá y los EE. UU. donde fue el sencillo principal del álbum recopilatorio norteamericano The Ego Has Landed.

## Video musical
El video musical de "Millennium" muestra a Williams parodiando a James Bond, donde además hay referencias a películas como Operación Trueno y Desde Rusia con amor. El video fue filmado en los Pinewood Studios, lugar de muchas producciones de Bond. Durante el final del video, Williams maneja un auto de economía, un acomodado Bond Bug, en lugar del Aston Martin DB5 de 007, que posteriormente conduce mientras tiene problemas de auto.
En los Brit Awards de 1999, "Millennium" ganó el premio a mejor video británico.

## Certificaciones
Reino Unido: Oro

## Formatos y listas de canciones
Esos son los formatos y listas de canciones de los lanzamientos principales de "Millennium".
UK CD1

(Lanzado el 7 de septiembre de 1998)
1. "Millennium" – 4:06
2. "Love Cheat" [Demo Version] – 3:46
3. "Rome Munich Rome" [Demo Version] – 3:05

UK CD2

(Lanzado el 7 de septiembre de 1998)
1. "Millennium" – 4:06
2. "Lazy Days" [Original Version] – 4:29
3. "Angels" [Live Version] – 5:38

CD Maxi europeo

(Lanzado el 7 de septiembre de 1998)
1. "Millennium" – 4:06
2. "Love Cheat" [Demo Version] – 3:46
3. "Rome Munich Rome" [Demo Version] – 3:05
4. "Angels" [Live Version] – 5:38

## Posiciones en la lista de éxitos
| Lista (1998)                           | Ubicación |
| -------------------------------------- | --------- |
| Reino Unido                            | 1         |
| Letonia                                | 3         |
| Suecia                                 | 12        |
| Noruega                                | 14        |
| Francia                                | 16        |
| Austria                                | 18        |
| Suiza                                  | 18        |
| Australia                              | 24        |
| Nueva Zelanda                          | 28        |
| Holanda                                | 38        |
| Alemania                               | 41        |
| Lista (1999)                           | Ubicación |
| Canadá                                 | 10        |
| U.S. Billboard Hot 100                 | 72        |
| U.S. Billboard Hot 100 Airplay         | 74        |
| U.S. Billboard Top 40 Mainstream       | 20        |
| U.S. Billboard Top 40 Tracks           | 29        |
| U.S. Billboard Hot Adult Top 40 Tracks | 22        |